# Sarpedão (Ilíada)

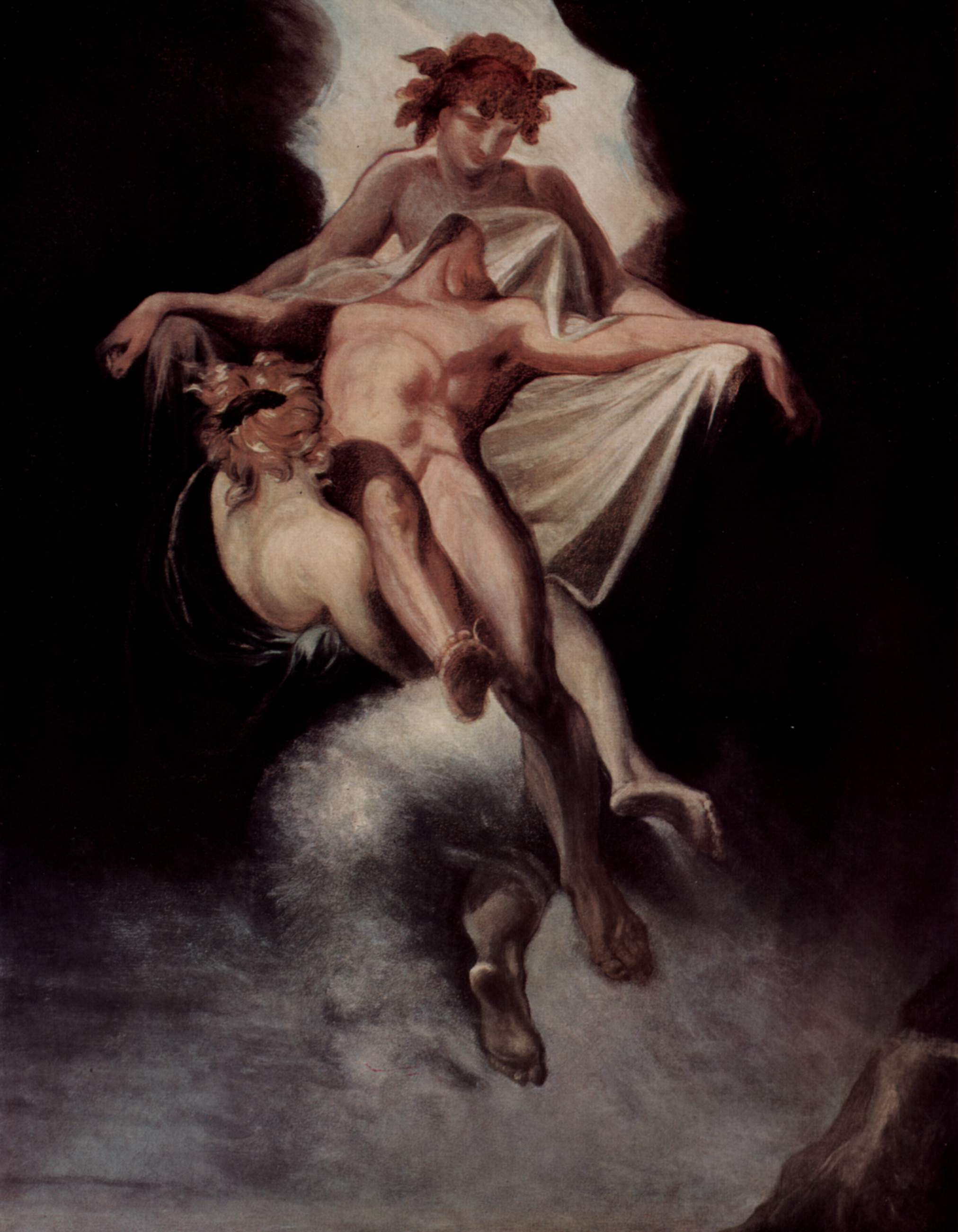
Tânatos e Hipnos transportam o corpo de Sarpedão para a sua pátria

Sarpedão (em grego clássico: Σαρπηδών; romaniz.: Sarpédon) era filho de Evandro (ou de Zeus, segundo alguns autores) e de Deidâmia (ou Laodâmia), filha de Belerofonte. Seu pai mortal era Evandro, filho de Sarpedão, filho de Zeus e Europa. Belerofonte foi casado com Filonoé, filha de Ióbates, rei da Lícia.
Foi rei da região da Lícia banhada pelo Rio Escamandro e era conhecido como sendo um homem justo e valoroso. Aquando da Guerra de Troia, auxiliou Príamo com numerosas tropas e foi um dos mais intrépidos defensores de Troia.
Consta que Sarpedão era de uma estatura gigantesca. Um dia avançou em direcção a Pátroclo, que desbaratava os troianos no campo de batalha, e quis enfrentá-lo. Zeus, vendo que o seu filho estava próximo da morte, perante os esforços do seu adversário, compadeceu-se de Sarpedão; sabendo que o seu destino naquele momento era morrer, desejou iludir o Destino e afastá-lo da morte, por uma vez. À custa da repreensão de Hera, Zeus acabou por aceder a deixá-lo tombar por terra mas, simultaneamente, fez cair sobre o solo uma chuva de sangue, para honrar a morte do seu caríssimo filho.
Assim que Sarpedão foi morto, os Aqueus e os troianos lutaram pelos despojos de Sarpedão, depois da incitação à luta de Glauco, pelos troianos, e de Pátroclo, pelos gregos. Estes não conseguiram mais do que transportar as armas de Sarpedão para os seus navios. Apolo, por ordem de Zeus, veio buscar o corpo do guerreiro ao campo de batalha, lavou-o nas águas do Escamandro, ungiu-o de ambrósia, vestiu-o com vestes imortais e deixou-o nas mãos de Hipnos (o Sono) e de Tânato (a Morte), que o transportaram prontamente para a Lícia, no meio do seu povo.

## Árvore genealógica
Árvore genealógica baseada em Diodoro Sículo, com avos maternos baseados em Pseudo-Apolodoro:
|      |      |      |      | Belerofonte | Belerofonte | Belerofonte | Belerofonte | Belerofonte       | Belerofonte       |                   |                   | Ifinoé            | Ifinoé            | Ifinoé | Ifinoé | Ifinoé | Ifinoé |  |  | Sarpedão | Sarpedão | Sarpedão | Sarpedão | Sarpedão | Sarpedão |  |  |  |  |  |  |  |  |  |  |  |  |  |  |  |  |  |  |  |  |  |  |
|      |      |      |      | Belerofonte | Belerofonte | Belerofonte | Belerofonte | Belerofonte       | Belerofonte       |                   |                   | Ifinoé            | Ifinoé            | Ifinoé | Ifinoé | Ifinoé | Ifinoé |  |  | Sarpedão | Sarpedão | Sarpedão | Sarpedão | Sarpedão | Sarpedão |  |  |  |  |  |  |  |  |  |  |  |  |  |  |  |  |  |  |  |  |  |  |
|      |      |      |      |             |             |             |             |                   |                   |                   |                   |                   |                   |        |        |        |        |  |  |          |          |          |          |          |          |  |  |  |  |  |  |  |  |  |  |  |  |  |  |  |  |  |  |  |  |  |  |
| Zeus | Zeus | Zeus | Zeus | Zeus        | Zeus        |             |             | Laodâmia/Deidâmia | Laodâmia/Deidâmia | Laodâmia/Deidâmia | Laodâmia/Deidâmia | Laodâmia/Deidâmia | Laodâmia/Deidâmia |        |        |        |        |  |  | Evandro  | Evandro  | Evandro  | Evandro  | Evandro  | Evandro  |  |  |  |  |  |  |  |  |  |  |  |  |  |  |  |  |  |  |  |  |  |  |
| Zeus | Zeus | Zeus | Zeus | Zeus        | Zeus        |             |             | Laodâmia/Deidâmia | Laodâmia/Deidâmia | Laodâmia/Deidâmia | Laodâmia/Deidâmia | Laodâmia/Deidâmia | Laodâmia/Deidâmia |        |        |        |        |  |  | Evandro  | Evandro  | Evandro  | Evandro  | Evandro  | Evandro  |  |  |  |  |  |  |  |  |  |  |  |  |  |  |  |  |  |  |  |  |  |  |
|      |      |      |      |             |             |             |             |                   |                   |                   |                   |                   |                   |        |        |        |        |  |  |          |          |          |          |          |          |  |  |  |  |  |  |  |  |  |  |  |  |  |  |  |  |  |  |  |  |  |  |
|      |      |      |      |             |             |             |             | Sarpedão          |                   |                   |                   |                   |                   |        |        |        |        |  |  |          |          |          |          |          |          |  |  |  |  |  |  |  |  |  |  |  |  |  |  |  |  |  |  |  |  |  |  |